# Aluminium hoedje

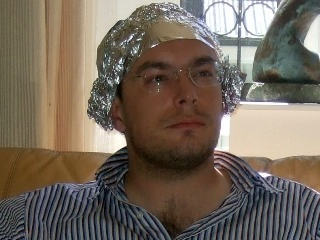
Aluminium hoedje

Een aluminium hoedje of alu-hoedje is een hoofddeksel gemaakt van een of meer stukken aluminiumfolie of vergelijkbaar materiaal. Eventueel kan het ook een normaal hoofddeksel zijn waar aluminiumfolie in verwerkt is. Sommige mensen dragen deze hoedjes omdat zij geloven dat daarmee de hersenen als in een soort kooi van Faraday worden beschermd tegen invloeden van elektromagnetische velden, gedachtenlezen of gedachtenbeheersing.
Het principe van het dragen van aluminium hoedjes tegen zulke bedreigingen is een populair stereotype geworden: het woord wordt geassocieerd met mensen die geloven in complottheorieën of die paranoïde zijn. Deze mensen worden zelf ook gekscherend Aluhoedjes genoemd.

## Gebruik in fictie
Aluminium hoedjes werden voor het eerst benoemd in het boek "The Tissue-Culture King" van Julian Huxley uit 1927 waarin de hoofdpersoon ontdekt dat deze hoofddeksels beschermen tegen telepathie. De hoedjes werden ook gedragen in de film Signs ter bescherming tegen het gedachtenlezen door buitenaardse wezens. Daarnaast werden ze gebruikt in nog een andere film met Mel Gibson, namelijk Conspiracy Theory.
EastEnders-personage Joe Wicks werd kort uitgebeeld terwijl hij een aluminium hoedje maakte en het op zijn hoofd zette. Het verhaal ging dat hij leed aan schizofrenie. In de laatste Futurama-film, Futurama: Into the Wild Green Yonder, draagt Fry een aluminium hoedje om het horen van andermans gedachten tegen te houden.
In de stripverhalen en films van de X-Men draagt Magneto een metalen helm om te voorkomen dat Professor X zijn gedachten kan lezen.

## Wetenschappelijk onderzoek
In 2005 deed een groep studenten van het MIT onderzoek naar de mate waarin een aluminium hoed elektromagnetische straling tegenhoudt. De hoedjes bleken weinig bescherming te bieden en soms het effect van de straling zelfs te versterken.
Er bestaat wel zoiets als het Microwave auditory effect waarbij het mogelijk is om mensen geluiden te laten horen door radiogolven op hun hoofd te richten. De persoon in kwestie hoort dan geluiden, meestal kliks, net achter zijn hoofd. Tijdens de Koude Oorlog deed de Amerikaanse neurowetenschapper en biofysicus Allan H. Frey onderzoek naar methoden om via dit verschijnsel met soldaten en spionnen te communiceren en de vijand in verwarring te brengen. Hij ontdekte dat als je je hier tegen wilde beschermen je een fijnmazige metalen zeef om het hoofd moest dragen en geen folie.